# Suarius ressli
Suarius ressli är en insektsart som beskrevs av Hölzel 1974. Suarius ressli ingår i släktet Suarius och familjen guldögonsländor. Inga underarter finns listade i Catalogue of Life.